# Мандрич Микола Олександрович
Мандрич Микола Олександрович (28 січня 1946 — 30 грудня 2016) — радянський, український кінооператор.

## Біографічні відомості
Народився 28 січня 1946 р. в Києві в родині службовця. Закінчив Всесоюзний державний інститут кінематографії (1985).
Працював на студії «Київнаукфільм», де зняв стрічки: «Племя Арахни» (1972), «Долина» (1972. Перший приз за найкращу операторську роботу Республіканського кінофестивалю, Суми, 1974), «Біосфера! Час усвідомлення» (1974, Гран-прі Міжнародного кінофестивалю УНІАТЕК «За розробку нових методів зйомок», Рим, 1975), «Біля джерел людства» (1976), «Київська симфонія» (1982), «Інформація для роздумів» (1984), «Земля навіки» (1984. Головний Приз Всесоюзного фестивалю, Вільнюс, 1985), «Лише той, хто діє» (1985), «Розум накладає вето» (1990), «Українці. Віра» (1991), «Українці. Надія» (1991), «Я камінь з Божої пращі» (1996), «Богдан Ступка. Львівські хронічки» (1998), «Шлях до себе. Григорій Усач. Письменник» (2002), «Війна — український рахунок» (2002, док/ф, 9 с., у співавт. з В. Кабаченком) та ін.
В останні роки працював разом із режисером Юлією Лазаревською — фільми «Меандр» (1997), «Сонет 29» (2000), «Без пафосу» (2002), «Ігор Шамо. Постлюдія» (2014 року удостоєний Мистецької премії «Київ» імені Івана Миколайчука). «Загальний зшиток» (Довженко і війна), прем'єра якого відбулася у Будинку кіно 25 листопада 2016 року, на 60-річчя Довженкової смерті.
Викладав у Інституті кіно і телебачення Київського національного університету культури і мистецтв (кафедра операторської майстерності).
Член Національної спілки кінематографістів України.
30 грудня 2016 раптово помер у м. Києві на 71 році життя.